# Joe Pera Talks with You
Joe Pera Talks with You è una serie televisiva statunitense del 2018, creata da Joe Pera.
In seguito al successo dello speciale animato Joe Pera Talks You to Sleep del 2016 e Joe Pera Helps You Find the Perfect Christmas Tree di Infomercials, la serie è entrata in fase di sviluppo.
La serie è stata trasmessa per la prima volta negli Stati Uniti su Adult Swim dal 20 maggio 2020 al 13 dicembre 2021, per un totale di 32 episodi ripartiti su tre stagioni.
Nell'agosto 2021, Adult Swim ha annunciato di aver rinnovato la serie per una terza stagione in programma dal 7 novembre 2021.

## Trama
La serie vede il protagonista Joe Pera in una versione romanzata di se stesso, che vive nel Michigan superiore e insegna coro in una scuola media locale. Pera tenta di parlare direttamente ai telespettatori di argomenti banali come il ferro, la colazione domenicale, i viaggi in auto autunnali e il sonno.

## Episodi
| Stagione         | Episodi | Prima TV USA | Prima TV Italia |
| ---------------- | ------- | ------------ | --------------- |
| Prima stagione   | 9       | 2018         | inedita         |
| Seconda stagione | 13      | 2019-2020    | inedita         |
| Terza stagione   | 9       | 2021         | inedita         |
| Speciali         | 1       | 2020         | inedito         |

## Personaggi e interpreti
- Joe Pera, interpretato da Joe Pera.
- Mike Melsky, interpretato da Conner O'Malley.
- Sue Melsky, interpretata da Jo Scott.
- Gene Gibson, interpretato da Gene Kelly.
- Sarah Conner, interpretata da Jo Firestone.
- "Nana" Josephine Pera, interpretata da Nancy Cornell (st. 1) e Pat Vern Harris (st. 2)
- Gus, interpretato da Fitzgerald William.